# Naucalpan
Naucalpan de Juárez is een voorstad van Mexico-Stad, in de staat Mexico. De stad heeft 911.168 inwoners (census 2020); 19.978 daarvan spreken een indiaanse taal, voornamelijk Otomí. Het is de hoofdplaats van de gelijknamige gemeente. De gemeente heeft een oppervlakte van 149,9 km².

## Stadsbeeld
Naucalpan is de op tien na grootste stad van Mexico en de op twee na grootste voorstad van Mexico-Stad. De inwoners van Naucalpan zijn overwegend welvarend; de stad geldt als een van de rijkste steden in Centraal-Mexico. De belangrijkste inkomstenbron is de industrie.
Bezienswaardig zijn de Satelliettorens (Spaans: Torres de Satélite. Deze in 1958 voltooide torens zijn ontworpen door de gerenommeerde architect Luis Barragán. De satelliettorens bestaan uit vijf torens met een hoogte van 30 tot 52 meter en zijn beschilderd in de kleuren blauw, geel, rood en wit. Het gemeentebestuur heeft geprobeerd deze torens opgenomen te krijgen in de lijst van Werelderfgoed van de UNESCO, vooralsnog zonder succes. De torens bevinden zich in de wijk Ciudad Satelite, waar zich ook een groot winkelcentrum bevindt. Een andere bekende wijk is het groene Lomas Verdes.
De rockband Café Tacuba is afkomstig uit Naucalpan.

## Geschiedenis
Naucalpan is al bewoond sinds 1700 v.Chr., ten tijde van de Tlatilcocultuur. Rond het jaar 1000 werd het gebied bewoond door de Chichimeken. In 1428 werd het door de Tecpaneken onderworpen die kort daarna door de Azteken werden ingelijfd. De Azteken gaven Naucalpan haar huidige naam, het betekent 'plaats van de vier huizen'.
Rond 1860 was Naucalpan de woonplaats van Benito Juárez. Deze deed veel om de industrialisatie van de stad te bevorderen, nog steeds is het op Toluca na industrieel de productiefste stad van de staat Mexico. Twee jaar na Juárez dood werd 'de Juárez' ter ere van hem aan de plaatsnaam toegevoegd.

## Stedenband
- Calgary (Canada)